# 밤 (Time for the moon night)
〈밤 (Time for the moon night)〉(밤 (타임 포 더 문 나이트))은 2018년 4월 30일 발매된 여자친구의 미니 음반 《Time for the moon night》의 타이틀 곡이다. 이 곡은 쏘스뮤직에 소속된 프로듀서 노주환과 도로시컴퍼니(Dorothy Company) 소속 작곡가인 이원종이 만들었는데, 여자친구 최초로 이기용배가 담당하지 않은 타이틀 곡이기도 하다. 음반 발매에 앞서 4월 23일, 가사가 미리 공개되었다.

## 일본어 버전
〈밤 (Time for the moon night)〉의 일본어 버전은 2018년 10월 10일 일본에서 발매된 싱글 음반 〈Memoria/밤 (Time for the moon night)〉에 수록되었다.

## 차트

### 주간
| 차트 (2018)                     | 최고 순위 |
| ------------------------------- | --------- |
| 대한민국 (가온 디지털 차트)     | 1         |
| 대한민국 (가온 스트리밍 차트)   | 3         |
| 대한민국 (가온 다운로드 차트)   | 1         |
| 대한민국 (가온 BGM 차트)        | 22        |
| 대한민국 (가온 벨소리 차트)     | 3         |
| 대한민국 (가온 통화연결음 차트) | 9         |
| 대한민국 (가온 노래방 차트)     | 18        |
| 대한민국 (가온 소셜 차트)       | 1         |